# スーパー・ジャイアンツ
| 専門評論家によるレビュー | 専門評論家によるレビュー |
| レビュー・スコア         | レビュー・スコア         |
| 出典                     | 評価                     |
| ------------------------ | ------------------------ |
| Allmusic                 | [ 1 ]                    |
| Robert Christgau         | B                        |

『スーパー・ジャイアンツ』（英語: Blind Faith）は、イギリスのロックバンド、ブラインド・フェイスによるアルバム。1969年にイギリスとヨーロッパではポリドール・レコードから、アメリカではアトランティック・レコードからリリースされた。イギリスとカナダ、アメリカで1位を獲得し、ソウルアルバム・チャートでも40位を獲得した。これはイギリスのロックバンドによる画期的な業績であった。本作はRIAAのプラチナアルバムを獲得した。また、ローリング・ストーン誌は1969年9月6日号でエド・ライムバッハー、レスター・バングズ、ジョン・モースランドのレビューを掲載した。
本作の原題は「Blind Faith」であるが、邦題は「スーパー・ジャイアンツ」と原題とは全く関係の無いタイトルが付けられた。

## 背景
バンドは人気のパワートリオであったクリームの3分の2、ジンジャー・ベイカー、エリック・クラプトンと、イギリスのスター、スティーヴ・ウィンウッドがコラボレーションするということで、大きく騒がれることとなった。ウィンウッドは北米において他の2人と比べてそれほど有名では無かった。1969年の初めには曲を作り、2月から3月にかけてロンドンのモーガン・スタジオでレコーディングを開始、アルバムのためのベーシック・トラックを作成した。しかしながら、4月から5月にかけてオリンピック・スタジオでジミー・ミラーの指揮の下作業を行うまで、ほとんど完成した曲は現れなかった。クラプトンはウィンウッドが参加した自らのソロアルバムを作成しようとしていたが、バンドは既に共に活動していくことを意識していた。彼らはアルバムとツアーを懸念していたが、プロモーターとレコード会社が後押しした。
アルバムの録音はスカンジナビアツアーで中断され、その後アメリカツアーが7月11日のニューポートから始まり、8月24日のハワイまで行われた。サポートはフリー、テイスト、デラニー&ボニーが行った。ツアーの後アルバムは大急ぎで録音され、B面には2曲しか収録されず、その内の1曲は「君の好きなように」と題された15分のジャムであった。それにもかかわらず、本作からは2曲がヒットした。ウィンウッドの「マイ・ウェイ・ホーム」と、クラプトンの「プレゼンス・オブ・ザ・ロード」である。

## ジャケットに関する論争
アルバムジャケットの写真は銀色の宇宙船を持ったトップレスの少女であったため、論争が巻き起こった。宇宙船は男性器を象徴しているとされた。アメリカではバンドの写真を用いた別ジャケットでリリースされた。
カバーアートはクラプトンの個人的な友人であり、以前は同じフラットに住んでいた写真家のボブ・サイデマンによるものであった。サイデマンはジャニス・ジョプリンやグレイトフル・デッドの写真で知られていた。1990年代半ばにアルバムジャケットのリトグラフを販売する際の広告で、彼はそのイメージを作成した意図について説明した。
概念が霧から現れ始めるとき、私は初めてイメージを手に入れることができた。人間の創造性の達成と技術による表現を象徴するための宇宙船が、そのマテリアルであった。この新しい胞子を宇宙の中まで運ぶためには、純潔は理想的な運搬人であろう。それは少女、シェークスピアのジュリエットと同じくらいの少女だ。宇宙船は知恵の木の実で、少女は命の木の実であろう。
宇宙船はロイヤル・カレッジ・オブ・アート（Royal College or Art〔ママ〕）の宝石職人であるミック・ミリガンが作ることができた。少女は別の問題であった。年を取り過ぎた少女なら、単なるチーズケーキであり、若すぎるなら無意味である。すなわち、少女から女性までの変遷の始まりが、私が後にあったものである。その時間的なポイント、輝いている純潔のその希な揺らめく炎。その少女はどこにいるのだろう？
サイデマンは、カバーのためのモデルの14歳と伝えられる少女にロンドン地下鉄で会い、結局彼女の両親に会ったものの、彼の望んでいた効果には年を取り過ぎていたことが判ったと記した。代わりに彼が採用したモデルは彼女の妹、マリオラ・ゲッシェンであった。ゲッシェンは11歳であったと伝えられる。マリオラは当初報酬として馬を要求したが、代わりに40ポンドが支払われた。
カバーそのものとモデルに関する奇妙な噂が表面化し論争となった。その一つは少女がベイカーの娘か、バンドのグルーピーで奴隷のように扱われていたという物であった。サイデマンによって「盲目的信仰」と題されたイメージは、アートワークが決定した時点で定まっていなかったバンド自体の名前に対するインスピレーションとなった。サイデマンによると、「カバーにバンドの名前を印刷しないと決めたのはエリックだった。バンド名はその代わり包装紙に印刷された。」とされる。実際、バンド名をカバーに印刷しないのはローリング・ストーンズの1964年のデビューアルバム、ビートルズの『ラバー・ソウル』、『リボルバー』、トラフィックの1968年の同名アルバムなどがあった。

## リリース
CDは1986年に初めてリリースされ、未発表曲「エクスチェンジ・アンド・マート」「スペンディング・オール・マイ・デイズ」の2曲が追加された。これらの曲はリック・グレッチの未発表のソロアルバム用に録音された物で、ブラインド・フェイスの他のメンバーが参加したという証拠は全くない。
2001年1月9日には拡大版のデラックス・エディションがリリースされ、未発表のジャムセッションが収録された。「スリーピング・イン・ザ・グラウンド」のエレクトリック・スタジオバージョンはクラプトンの4枚組ボックスセット『アンソロジー』に収録された物であった。ボーナス・ディスクに収められたジャムセッションにグレッチは加入前だったため参加していない。また、ウィンウッドの4枚組セット『The Finer Things』に収められていた1969年のハイドパークにおける「スリーピング・イン・ザ・グラウンド」と「アンダー・マイ・サム」のカバーはここには収録されなかった。

## 収録曲
ノーマン・ペティが「オール・ライト」の作者の一人として誤って表記された
| #  | タイトル                                                  | 作詞・作曲                                 | 時間 |
| -- | --------------------------------------------------------- | ------------------------------------------ | ---- |
| 1. | 「泣きたい気持 - "Had to Cry Today"」                     | Steve Winwood                              | 8:48 |
| 2. | 「マイ・ウェイ・ホーム - "Can't Find My Way Home"」       | Steve Winwood                              | 3:16 |
| 3. | 「オール・ライト - "Well All Right"」                     | Buddy Holly, Jerry Allison, Joe B. Mauldin | 4:27 |
| 4. | 「プレゼンス・オブ・ザ・ロード - "Presence of the Lord"」 | Eric Clapton                               | 4:50 |

| #  | タイトル                                  | 作詞・作曲    | 時間  |
| -- | ----------------------------------------- | ------------- | ----- |
| 1. | 「歓喜の海 - "Sea of Joy"」               | Steve Winwood | 5:22  |
| 2. | 「君の好きなように - "Do What You Like"」 | Ginger Baker  | 15:20 |

### デラックス・エディション
| #   | タイトル                                                                              | 作詞・作曲    | 時間  |
| --- | ------------------------------------------------------------------------------------- | ------------- | ----- |
| 7.  | 「スリーピング・イン・ザ・グラウンド - "Sleeping In The Ground"」                     | Sam Myers     | 2:49  |
| 8.  | 「マイ・ウェイ・ホーム - "Can't Find My Way Home"」(electric version)                 | Steve Winwood | 5:40  |
| 9.  | 「アコースティック・ジャム - "Acoustic Jam"」                                         | Blind Faith   | 15:50 |
| 10. | 「タイム・ウィンズ - "Time Winds"」                                                   | Blind Faith   | 3:15  |
| 11. | 「スリーピング・イン・ザ・グラウンド - "Sleeping In The Ground"」(slow blues version) | Sam Myers     | 4:44  |

| #  | タイトル                              | 作詞・作曲  | 時間  |
| -- | ------------------------------------- | ----------- | ----- |
| 1. | 「"Jam No.1: Very Long & Good Jam"」  | Blind Faith | 14:01 |
| 2. | 「"Jam No.2: Slow Jam No. 1"」        | Blind Faith | 15:06 |
| 3. | 「"Jam No.3: Change of Address Jam"」 | Blind Faith | 12:06 |
| 4. | 「"Jam No.4: Slow Jam No. 2"」        | Blind Faith | 16:06 |

## パーソネル
- スティーヴ・ウィンウッド - ボーカル、キーボード、ギター
- エリック・クラプトン - ギター、ボーカル（"Do What You Like"）
- リック・グレッチ - ベース、ヴァイオリン、ボーカル（"Do What You Like"）
- ジンジャー・ベイカー - ドラムス、パーカッション、ボーカル（"Do What You Like"）

- ジミー・ミラー - プロデューサー
- ジョージ・チキアンツ、キース・ハーウッド、アンディ・ジョンズ、アラン・オダフィー - エンジニア
- アンディ・ジョンズ、ジミー・ミラー - ミキシング
- スタンリー・ミラー、ボブ・サイデマン - カバーデザイン、写真
- クリス・ブラックウェル、ロバート・スティグウッド - エクゼクティブ・プロデューサー
- マーガレット・ゴールドファーブ - プロダクション・コオーディネーション
- ビル・レヴェンソン - リイシュー・スーパーバイザー
- スーハ・ガー - リマスタリング
- ヴァータン - リイシュー・アートディレクション

## チャート
| チャート             | 年   | 最高位 |
| -------------------- | ---- | ------ |
| UK Albums Chart      | 1969 | 1      |
| Billboard Pop Albums | 1969 | 1      |

| 先代 ジョニー・キャッシュ『アット・サン・クエンティン』 | US Billboard 200 ナンバー1アルバム 1969年9月20日 - 10月3日     | 次代 クリーデンス・クリアウォーター・リバイバル 『グリーン・リヴァー』 |
| 先代 ジェスロ・タル『スタンド・アップ』                 | UK Albums Chart ナンバー1アルバム 1969年9月20日 - 10月4日      | 次代 ビートルズ『アビイ・ロード』                                      |
| 先代 ジョニー・キャッシュ『アット・サン・クエンティン』 | カナダ RPM 100 ナンバー1アルバム 1969年10月4日 - 25日（4週間） | 次代 ビートルズ『アビイ・ロード』                                      |